# Ea-mukin-zeri
Ea-mukin-zeri (akad. Ea-mukīn-zēri) – drugi władca Babilonii z II dynastii z Kraju Nadmorskiego. Według Babilońskiej listy królów A panować miał przez pięć miesięcy. Jego rządy datowane są na rok 1008 p.n.e. Przejął władzę w wyniku przewrotu pałacowego, w którym zamordowany został jego poprzednik, Simbar-Szipak. Imię Ea-mukin-zeri zdaje się wskazywać, iż pochodził on z babilońskiej rodziny kapłańskiej.